# Castra Cecilia
Castra Cecilia fue un campamento romano permanente, también denominado «Cáceres el Viejo», localizado a unos 2,5 km al noreste de la ciudad de Cáceres, junto al barrio de Cáceres el Viejo, en la carretera de Torrejón el Rubio, perteneciente a la época republicana (hacia el 78 a. C.); según su propia denominación fue fundado por Quintus Caecilius Metellus Pius durante las guerras entre Sertorio y el propio Metelo.

## Descripción

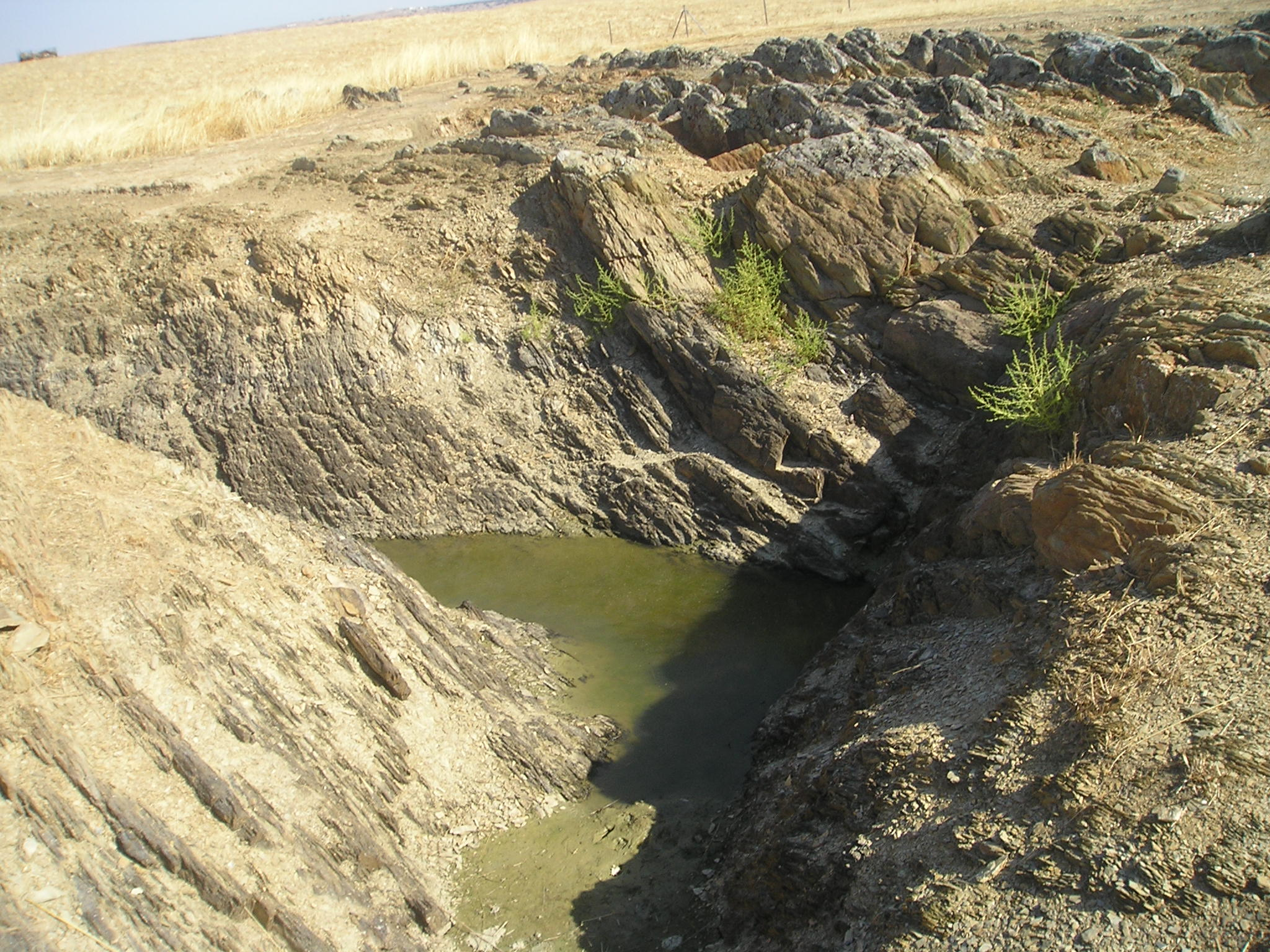
Foso del campamento, tallado en el suelo de pizarra.

Se trataba de un recinto de forma rectangular, construido cerca del 
río Guadiloba sobre una pequeña cota, de 24 hectáreas de extensión (unos 399 x 680 m), rico y lujoso que albergaba en su interior una o dos legiones. Al igual que todos los campamentos permanentes, se encontraba rodeado de una muralla de cuatro metros de anchura, formada por dos muros levantados en mampostería de pizarra y cuarcita. Su sistema defensivo se completaba con dos fosos excavados en el suelo de pizarra que le rodeaba. El más interior tenía una sección en forma de V, cuatro metros de ancho y dos de profundidad; el exterior, a 3,50 m de distancia, era más estrecho (1,50 m) y menos profundo (0,70 m). 
Fue excavado a inicios del siglo XX por el arqueólogo alemán Adolf Schulten. En la actualidad el arquitecto Ramón Cañas y la arqueóloga M. Luz González, últimos en excavar el yacimiento, han determinado el sistema de accesos. Por un lado han reexcavado la porta Prætoria, al norte (en el extremo de la vía Pretoria), y la porta Principalis Sinistra, al suroeste (los expertos han constatado que tenía dos torres cuadrangulares de protección en los flancos), y han despejado la porta Quintana, al este, que se abría hacia la vía del mismo nombre. Este camino cruzaba el campamento y lo dividía en dos partes iguales. Las puertas tenían fosos más avanzados como sistemas de protección añadidos. 

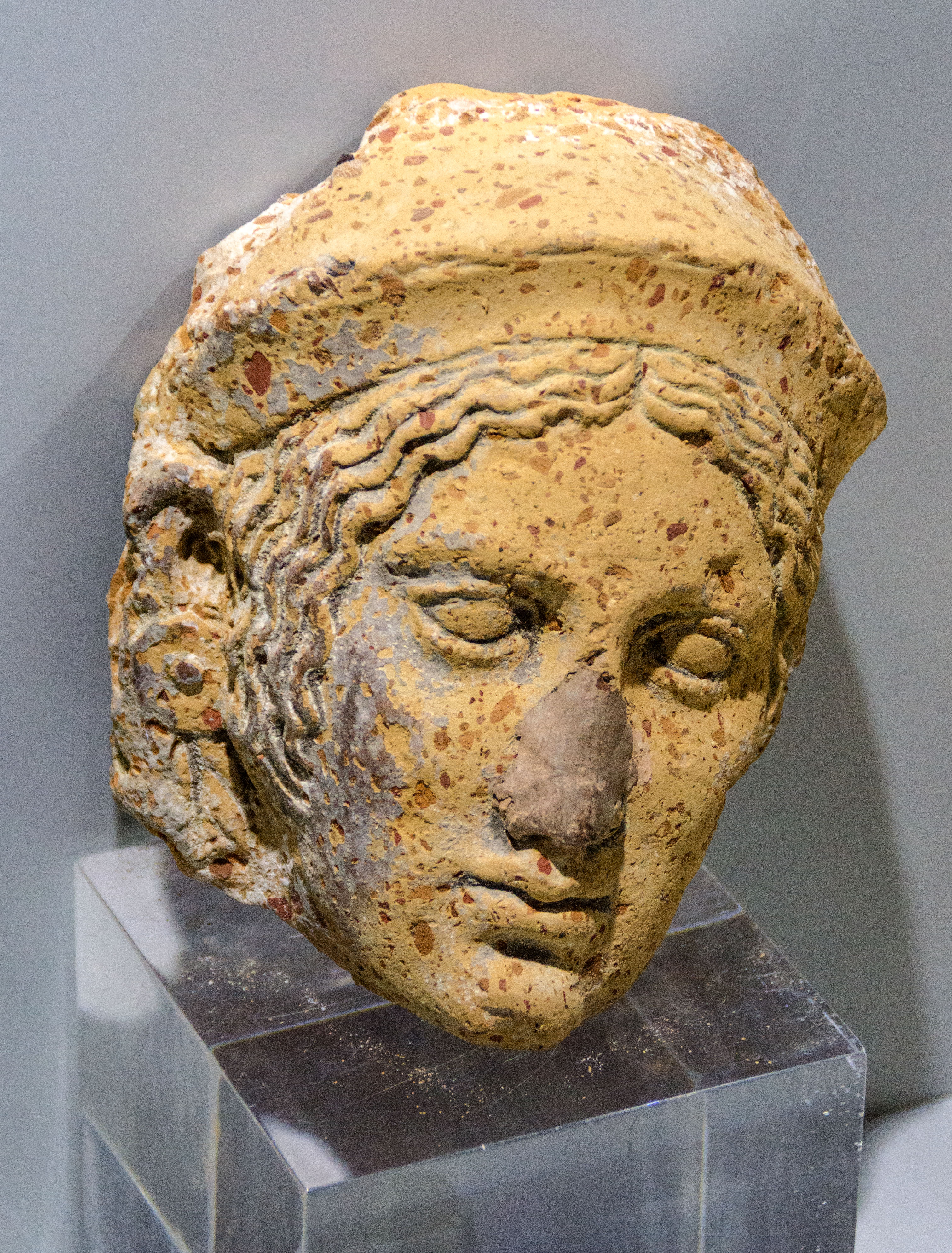
Cabeza del expuesta en el Museo de Cáceres procedente de Castra Cecilia.

Como desarrollo del proyecto Alba Plata de la Junta de Extremadura se ha abierto en su interior, en una antigua casa de labranza, el Centro de Interpretación con varias dependencias que muestran la forma de vida de sus ocupantes, así como una maqueta del campamento, habitaciones, armaduras y un vídeo sobre la vida cotidiana en el mismo. Este Centro pertenece a la red de Museos de Identidad de Extremadura.
Algunos arqueólogos consideran que «Cáceres el Viejo» es en realidad Castra Servilia, sin llegar a ponerse de acuerdo sobre el tema ya que no se puede decir con total certeza dónde estuvieron situados los dos castra que señala Plinio: Castra Cecilia y Castra Servilia; al menos uno de ellos estuvo muy cerca de Norba Caesarina o de lo que fueron sus ruinas (conocidas con el nombre de Castris), de tal modo que los árabes le llamaron 'Qazrix' o 'Hizn Qazris', "Cáceres la Roja", seguramente aludiendo al color de sus murallas elaboradas con tapial (tierra apisonada).

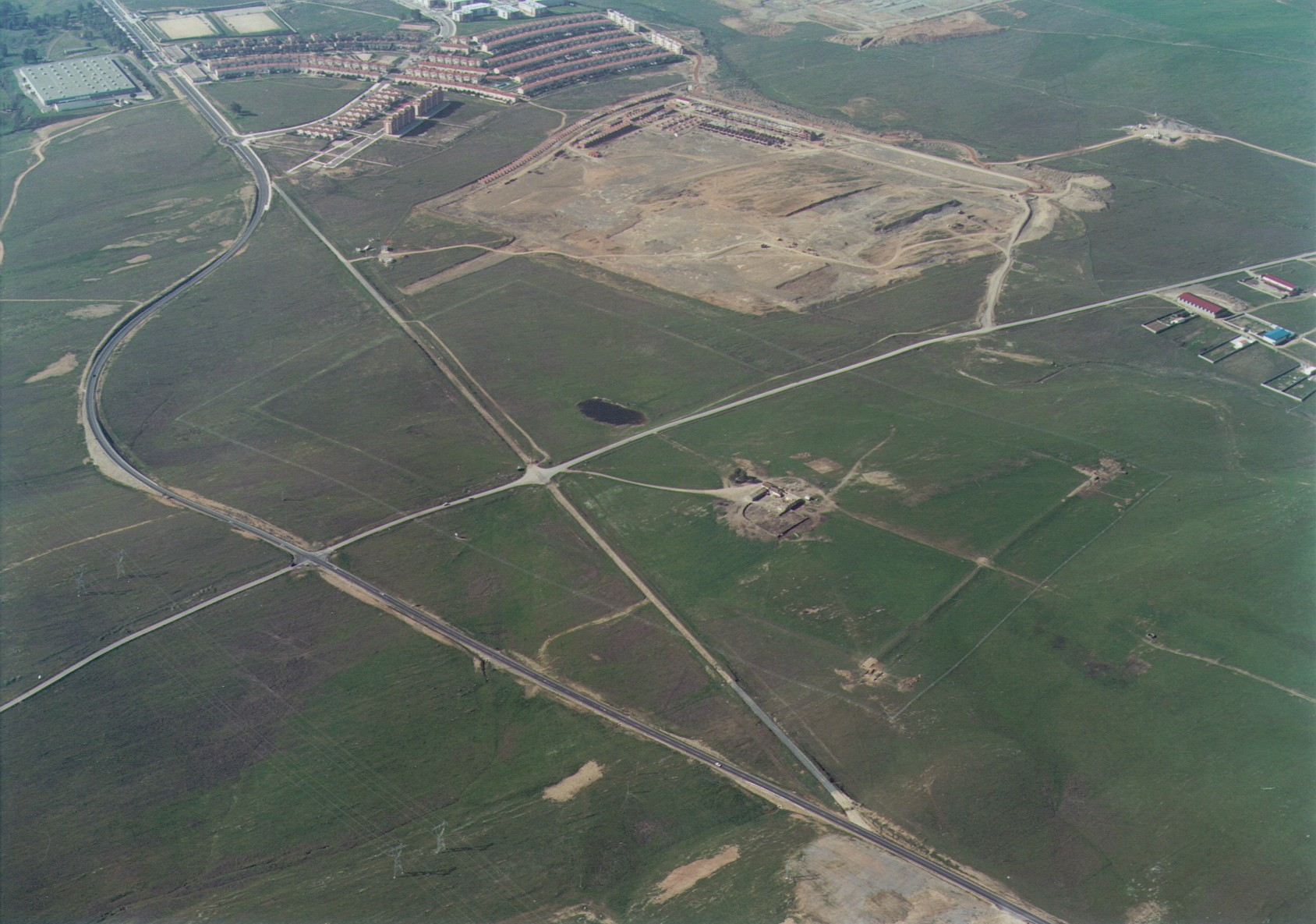
Vista aérea del campamento romano de Castra caecilia, apreciándose el recinto y las zonas excavadas.

Según otros autores existió un castro celtibérico, situado en el actual el Barrio Monumental, que sí correspondería a Castra Servilia sobre la cual se fundaría Norba Cesarina por Cayo Norbano Flaco hacia el año 34 a. C.
En los alrededores de la ciudad de Cáceres y Aldea Moret se localizan bastantes 'turris' o torres de vigilancia, situadas en lugares altos con la misión de vigilar lugares estratégicos tales como calzadas o villas particulares.